# Ivaylo Chochev
Ivaylo Lyudmilov Chochev (en bulgare : Ивайло Людмилов Чочев), né le 18 février 1993 à Pleven en Bulgarie, est un footballeur international bulgare qui évolue au poste de milieu central au Ludogorets Razgrad.

## Biographie

### Carrière en club
Le 15 février 2024, Ivaylo Chochev rejoint le Ludogorets Razgrad, champion en titre bulgare. Il signe un contrat courant jusqu'en juin 2027.

### Carrière en sélection
Le 23 mai 2014, il est convoqué pour la première fois en équipe de Bulgarie par Liouboslav Penev pour une rencontre contre le Canada mais n'entre pas en jeu.
En mars 2015, il est de nouveau rappelé en sélection par Ivaylo Petev pour une confrontation contre l'Italie mais n'entre toujours pas en jeu.
Le 8 juin 2015, il rentre à la 60e minute face à la Turquie en match amical et joue son premier match en sélection.